# سيصور عضلي
سيصور عضلي (الاسم العلمي:Sisor torosus) هو نوع من الأسماك يتبع جنس السيصور من فصيلة السيصورات.